# کارولتون (ویرجینیای غربی)
کارولتون (به انگلیسی: Carrollton) یک منطقهٔ مسکونی در ایالات متحده آمریکا است که در شهرستان باربر، ویرجینیای غربی واقع شده‌است.